# Willa przy ul. Pawła Stalmacha 17 w Katowicach
Willa przy ul. Pawła Stalmacha 17 w Katowicach (w dzielnicy Śródmieście) – trzykondygnacyjny budynek z 1907 r.

## Historia
Powszechnie znana, jako willa Adama Kocura została wzniesiona w 1907 r. przez mistrza murarskiego i ciesielskiego Antona Zimmermanna jako dom własny. Zbudowana jest w stylu eklektyzmu, z elementami stylu Arts and Crafts. Otoczenie willi powstałe wraz z jej budową, zostało później rozbudowane z inicjatywy Adama Kocura. Ogród posiada charakter ozdobno-użytkowy, znajdują się w nim drzewa owocowe, cisy i platany. 
Murowany gmach z częściowym podpiwniczeniem i trzema kondygnacjami powstał na rzucie zbliżonym do kwadratu. Wielopołaciowy dwuspadowy dach nakryto dachówką. Rozczłonkowana niesymetryczna bryła zaakcentowana jest charakterystyczną wieżą w narożniku, z zachowanym wysokim czterospadowym dachem. W pierwotnych projektach planowano, by zastosować cebulastą kopułę, ale ostatecznie pomysł zarzucono. Czteroosiowa elewacja frontowa w najbardziej wysuniętej części posiada fragment o konstrukcji szachulcowej. Zastosowano ją na wysokości poddasza. Willa od strony wschodniej posiada wejście główne z gankiem, do którego prowadzą schody. Elewacja boczna (wschodnia) jest mocno rozczłonkowana i posiada znacznie mniej zdobień oraz podwójny pas okien. Drewniany wykusz na poziomie piętra, ze znajdującym się nad nim tarasem, powstał na elewacji północno-zachodniej. Tu umieszczono także skrajny ryzalit z trójspadowym daszkiem. Od południa również zastosowano ryzalit skrajny, z dwiema osiami oraz balkonem. Pod większością okien piętra na wszystkich elewacjach zastosowano zdobienia w postaci girland kwiatów. 
W 1935 r. wdowa po Zimmermannie odsprzedała nieruchomość władzom miasta. Po przebudowie, dokonanej kosztem 25 tys. ówczesnych złotych, w willi zamieszkał ówczesny prezydent Katowic − Adam Kocur. W czasie II wojny światowej mieściły się tu mieszkania dla funkcjonariuszy gestapo. W 1945 r. budynek przejął Urząd Bezpieczeństwa. Następnie administrowało nim Zjednoczenie Hutnictwa Żelaza i Stali, a willa pełniła funkcje rezydencji rządowej. Nocowali tu m.in. Konstanty Rokossowski, Nikita Chruszczow oraz Fidel Castro. W tym czasie powstał schron, usytuowany na tyłach budynku i połączony z nim tunelem. Od 1980 r. przez niespełna dwa lata mieściła się tu siedziba śląskiej NSZZ „Solidarność”, a następnie kwaterowało tu ZOMO. W latach 90. ub. wieku budynek przejął Związek Górnośląski, który od 2014 r, prowadzi tu Dom Śląski. 
Willa wpisana do rejestru zabytków 5 sierpnia 1990 (nr rej.: A/1407/90, obecnie A/1178/23), a jej otoczenie wraz z ogrodem 11 sierpnia 1992 (nr rej.: A/1484/92, obecnie A/1179/23).